# Історія ударно-канатного буріння в Україні
Історія ударно-канатного буріння в Україні — у 1870 році в Бориславі замість штанг вже застосовували канати, що є особливістю ударно-канатного буріння. Проте внаслідок відсутності устаткування, а також досвіду цей метод не був розповсюджений.
У 1912 році фірма «Симон» почала розвідувальне буріння в селі Дашава, а вже в 1913 р. тут одержали фонтан горючого газу.
Після Першої світової війни (1914—1918) застосовували машини та обладнання, що збереглися з передвоєнної пори, тобто бурові установки, що працювали з використанням штанг. Протягом 20-х років відбувся перелом на користь канатної системи буріння.
Цьому сприяли різні фактори, насамперед те, що на Прикарпатті появилися фахівці нової генерації — випускники Гірничо-металургійної академії з Кракова і нафтового факультету Львівського політехнічного інституту. Тут зацікавлені особи отримували результати дослідних і теоретичних робіт з проблем буріння, в тому числі збільшення діапазону підняття долота, заміру відхилення стовбура свердловини від вертикалі, оптимальної конструкції інструментів, контролю якості обсадних труб тощо.
Велику роль у підвищенні рівня бурової діяльності відігравали і школи нижчого ступеня. З'являються випускники Гірничо-бурової школи з Борислава.
За короткий період перед Другою світовою війною відбувалася ґрунтовна модернізація бурової справи, вдалося нормалізувати операції у процесі буріння, опрацювати численні робочі інструкції, механізувати деякі важкі та небезпечні операції, значно вдосконалити техніку та ефективність ізоляції припливу глибинних вод, удосконалити технологію спуску обсадних труб у свердловину по одній та в колонах, а також вимірювання відхилення осі свердловини від вертикального напрямку, розпочалися дослідження навантаження вишки під час операцій з обсадними трубами, удалося впровадити серед бригад буровиків правила праці з використання бокової свердловини під час виконання операції зміни інструментів.
До Прикарпатських нафтових промислів виявили інтерес великі акціонерні товариства: Вакуум Ойл Компані і Галицьке нафтове карпатське товариство «Бергейм і Мак Гарвей»; "Aktiengeselschaft fuer Mineralien («Fanto»); Галицьке акціонерне товариство «Галіція»; товариство «Прем'єр»; підприємства «Брати Нобель», «Royal Dutch Shell» та ін.. У 1927 р. було створено фірму «Польмін», у 1928 р. на базі кількох фірм, а передусім французьких, — нафтовий концерн «Малопольща».
Більшість великих та малих фірм проводили бурові роботи, але перехід від штангового методу буріння на канатний швидше та легше відбувався у великих фірмах. Невеликі фірми з дешевшим устаткуванням для «канадського» способу та дешевою робочою силою чинили опір застосуванню цього способу. 
В 30-ті роки ХХ сторіччя максимальна глибина свердловини у Бориславі становила 2274 м, це була свердловина «Піонер-1» на Орові, пробурена ударним способом. Вона була на той час найглибшою в Україні і Польщі і, можливо, в Європі. Загалом 1938 року у Бориславі пробурили 13207 метрів свердловин, проти 34096 метрів у 1929. Втрати на буріння свердловини до 1400 метрів в середньому в Бориславі складали 390 злотих за один метр і 475 злотих за один метр до глибини 1600 метрів. У Биткові один метр до глибини до 1100 коштував 290 злотих, а в Ріпне — 250 злотих за метр до глибини 550 метрів. У Ванькові ж один метр до глибини 500 м коштував тільки 200 злотих.
З кінця 1939 р. радянською владою на Прикарпатті замість сотень фірм створено п'ять великих промислів, що разом із озокеритовими шахтами, увійшли в об'єднання «Укрнафтовидобуток». У 1940 році цей трест організував буріння 65973 метрів гірських порід, в тому числі 2554 — розвідувальних. Бориславська контора буріння реалізувала 40933 м. Тут у бурінні перебувало 74 свердловини.
У 1941—1944 рр. під керівництвом німецької адміністрації пробурено 123 неглибокі свердловини, в тому числі на ділянці МЕП — 20 свердловин, глибиною до 400 м. У Східниці свердловини СК 1-27, в Уричі — УР 1-25. Були й глибші свердловини — «Раточин -28» (1459), «Павло-4» (1450) — обидві на Маточині; «Герта» (1287) — на Волянці.
У 1943 р. розпочали бурити свердловини П-1 та П-2. Тут вперше освоїли обертове буріння і централізоване забезпечення бурових глинистим розчином.
У 1944 р. розпочали буріння однієї з останніх експлуатаційних свердловин «Ніагара-5» (№ 1169) ударним способом на линві з автономним опаленням для буріння, спуску обсадних колон, спуску-підйому долота і спуску-підйому лижки. Висота бурової вишки становила 22 метри. Буріння закінчили в 1948 р. досягнувши глибини 1441,5 метрів. Свердловину ввели в експлуатацію у травні 1948 р. Тоді вона давала більше 1 тонну нафти на добу. До листопада 1950 року її експлуатували тлоком (свабом), а потім перевели на ШГН.
У 1946—1949 рр. побудували, мабуть, останню нафтовежу висотою 41 м і бурили свердловину № 1541, що на Понерлі, роторним способом на електроприводі.
У 1947 р. за пропозицією головного інженера контори буріння А. Асланова впроваджено коронку-фрез з відбором ґрунту для обертового буріння.
У 1947 р. майстер Д. Моцак вперше застосував турбінне буріння свердловини № 1560 (Потік). Пізніше цим способом бурили свердловину № 1565. Наступного року турбінним способом пробурили 2380 м.
У 1952 р. турбінним способом пробурено 72 % всього метражу.
У 1953 р. розпочали поглиблення свердловин на 50 — 60 м на ділянці МЕП. Застосовували ударний спосіб з приводом від парової машини.
У березні 1957 р. пробурена перша розгалужено-горизонтальна свердловина № 1543. У ній з різними азимутами пробурено п'ять стовбурів, з відстанню між вибоями від 40 до 120.
У 1957—1958 рр. на ділянці МЕП пробурили ще три розгалужено-горизонтальні свердловини № 1544, № 1545, № 1546. Їх дебіт був у три-чотири рази вищий, ніж старих навколишніх свердловин.
У 1958 р. за ініціативою Є. Іваницького, М. Пайкуша, В. Михалевича розроблено конструкцію модернізованої гідромішалки для приготування глинистого розчину гідромоніторним способом. Гідромішалка виготовлена в ремонтно-механічному цеху і встановлена на свердловині № 1705. Вона дала можливість збільшити продуктивність праці на названих вище операціях у 20 разів.
У 1959 р. ввели в експлуатацію свердловину «Помірки-15», яка була пробурена як горизонтально-розгалужена із трьома стовбурами. Глибина основного з них складала 1697 м.
У 1961 р. працівники контори буріння Б. Кобрин, Є Гринчак, Р. Дудурак запропонували роторний спосіб буріння на бурових № 1606, «Опака-1» та «Опака-2» замість турбінного після спуску восьмидюймової технічної колони.
У 1961 р. вперше застосовували алмазні долота, діаметром 188 міліметрів у свердловині «Орів-21».
У 1962 р. за пропозицією А. Березюка, Б. Кобрина, В. Юзефовича, Л. Зборовського запропоновано використовувати соляну і парафінову нафту для збільшення питомої ваги глинистого розчину при бурінні свердловин в зонах поглинання Борислава.
У 1966 р. вперше у свердловині «Уличне-31» застосували буріння з продуванням вибою повітрям. Досягнуто проходки на долото 204 м і механічну швидкість 10,8 м за годину. За 1966—1970 рр. цим методом пробурили 9000 м.
У 1966 р. вперше в колишньому СРСР у свердловині «Попелі-4» застосували долото із надтвердого сплаву 13М, а в свердловинах «Північний Борислав-15» та «Іваники-9» — газотурбінний двигун.
У грудні 1967 р., ввели в дію першовідкривачку Стинавського родовища — свердловину «Улично-24», що давала з глибини 3639 м 50 т нафтової ропи на добу. Всього тут пробурили 12 свердловин, з яких на початок 1992 р. працювало ще 11.
У 1968 р. раціоналізатори БРКБ-1 А. Березюк та Е. Єгоров запропонували нову схему розташування і обв'язки циркуляційної системи для буріння свердловин.
У 1969—1975 рр. у Долинському нафтопромисловому районі, неподалік села Шевченкове, бурили параметричну свердловину «Шевченкове-1» до глибини 7510 м, де пластовий тиск сягав 1350 атмосфер, а температура — 185 0С.
У 1973 р. за пропозицією працівників РІТС-2 В. Андрушківа та ще семи осіб запровадили поєднання турбінно-роторного буріння із застосуванням алмазних доліт ЦСМ-292 або ЦСМ-267.
У 1974 р. працівники управління бурових робіт М. Андрушків, Ф. Сенишин, Е. Коваль, П. Попадинець запропонували спосіб безперебійного обваження глинистого розчину при газопроявах свердловин.
У травні 1977 р., бурова бригада під керівництвом О .Михалюня та О. Іваницького успішно завершила буріння пошукової свердловини «Східниця-2» глибиною 6020 м.
У 1977 р. Раціоналізатори УБР Я. Матковський та С .Кулик розробили схему розташування силового приводу бурової установки «Уралмаш-ЗД», при якій бурова вишка розташовувалася на основі висотою 5 м.
У 1977 р. для буріння похило-спрямованих свердловин застосовували електробури з телеметричними системами СТЕ-164.
У 1978 р. працівник Бориславського УБР О. Ковальський розробив технологію вапняно-бітумних розчинів при бурінні надглибоких свердловин, яка була успішно впроваджена.
У 1978 р. працівники УБР Е. Лях, І. Стефанів, О. Бортник запропонували спосіб зниження вібрацій долота, розширювача і КЛС при поєднаному способі буріння, або при розширенні стовбура.
У грудні 1981 р. працівники ІІІ нафтопромислу ввели в експлуатацію свердловину «Монастирець-1» (глибина 5218 м), яка переливала нафтою з незначним дебітом (2 т/добу). На початку 1993 р. це була найглибша видобувна свердловина в Україні.